# جایزه آیزنر

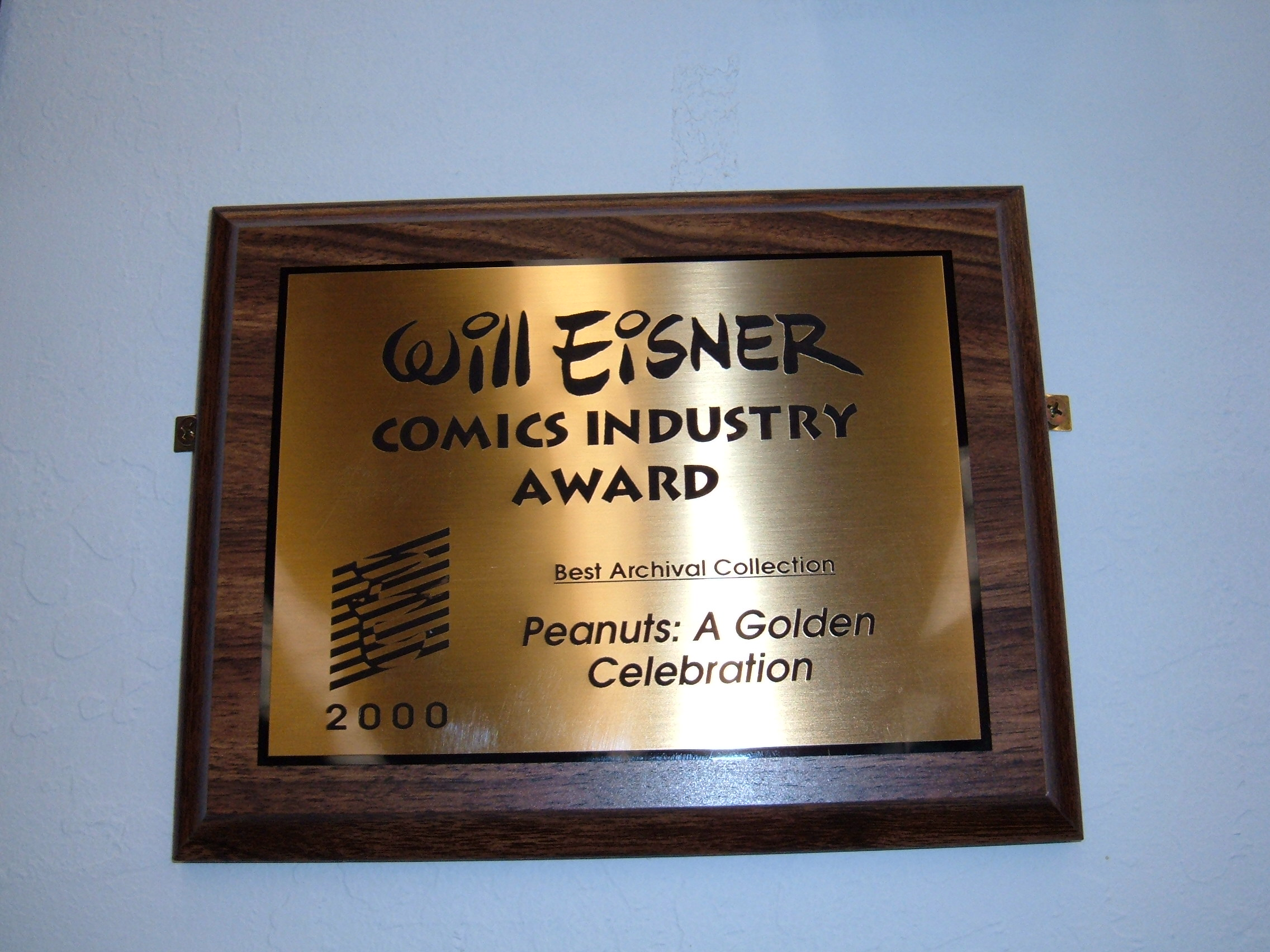
جایزه

پاداش ویل آیزنر صنعت کمیک یا پاداش آیزنر شناخته شده‌است از آن دست پاداش‌هایی است که هر ساله به کدیوران باند دسینه (کمیک) برای کارهایی که در سال قبل در ایالات متحده پدیدار شده‌اند داده می‌شود. آن پاداشها توسط پیشه‌کاران (حرفه ای‌های) باند دسینهٔ آمریکایی اهدا شده و زمان جشنواره کمیک-کان در ساندیگو در کالیفرنیا ارزانی می‌شوند.
جایزه‌های آیزنر که توسط داور اولبریچ در سال ۱۹۸۸ به دنبال درگیری وی با فانتاگرافیک دربارهٔ پدیدآورندگی جایزه جک کربی پدید آمد، این پاداش توسط سازمان کامیک کان بعد از مشکلاتی که منجر به کنسل شدن آن در سال ۱۹۹۰شده بود، دوباره از سر گرفته شد. جوایز توسط جکی استرادا گردانندگی می‌شود.
با وجود شمار فراوان از این جایزه و دگرش‌های پیاپی نام، ولی این جایزه همچنان یکی از گرانمایه‌ترین پاداشها در ایالات متحده در کنار هارویز است. هیئت ژوری جایزه آیزنر مسئول تالار مشاهیر ویل آیزنر نیز هست که بزرگترین نامهای باند دسینه آمریکایی را نام‌نویسی می‌کنند که تا اندازه‌ای نمونه‌های بین‌المللی را نیز دربردارد.
الان مور بریتانیایی که ۲۴ جایزه در طول پیشه خود به دست آورده‌است، نویسنده‌ای است که بیشترین آیزنر را گرفته‌است، و بعد از او کریس ویر با ۲۲ تندیس. تاد کلاین ۱۶ بار برنده جایزه بهترین بالون‌نویس، مرد رکورد برای یک دسته شده‌است. رابرت کرام ویژگی آن را دارد که هرگز آیزنر به دست نیاورده حال آنکه او جوانترین نویسنده‌ای است که در تالار مشاهیر نام نوشته‌است. جیل تامسون با ۱۰ آیزنر پُرپاداش‌ترین زن است که بعد وی فیونا استیپل کانادایی (با شش آیزنر) جای گرفته‌است.